# Аполо Ентон Оно
Аполо Ентон Оно (англ. Apolo Anton Ohno, 22 травня 1982) року — американський ковзаняр, спеціаліст із шорт-треку, дворазовий олімпійський чемпіон. Оно є лідером серед представників зимових видів спорту США за здобутими олімпійськими медалями — їх у нього 8: дві золоті, дві срібні й чотири бронзові.
Батько Аполо, Оно Юкі — американець японського походження, мати Джеррі Лі — біла американка. Батьки майбутнього чемпіона розлучилися, коли він ще був немовлям, та вихованням Аполо займався батько, який працював перукарем у Сіетлі. Батько вибрав для свого сина ім'я із грецькими коренями «ап» і «ло», що означає «поступіться дорогою, він іде!» . В дитинстві Аполо Оно займався плаванням і бігом на ковзанах, але згодом зосередився на шорт-треку.
Оно зацікавився шорт-треком, спостерігаючи за олімпійським турніром у Ліллехаммері. До олімпійського тренувального центру в Лейк-Плесіді він потрапив у 13 років. Потім, у 14 років, він перебрався до олімпійського тренувального центру в Колорадо-Спрінгс.
Свою першу олімпійську медаль Оно виборов у Солт-Лейк-Сіті. Незважаючи на масове падіння перед фінішем фінального забігу на 1000 м, він підвівся першим і фінішував другим. Золота медаль на дистанції 1500 м була скандальною. Оно фінішував другим за корейцем Кім Донсуном, якого, проте, доволі суперечливо дискваліфікували за блокування. Дискваліфікація викликала масове обурення в Південній Кореї. У 2003 році Оно не поїхав на етап кубка світу до Кореї, побоюючись за свою безпеку.
Свою другу золоту олімпійську медаль Оно здобув на дистанції 500 м у Турині, лідируючи у фіналі від старту до фінішу.
Поза ковзанкою Аполо Оно переміг у чертвертому сезоні телевізійного шоу «Dancing with the Stars» у парі з Джуліанною Гаф.